# Лангборг, Хуго
Хуго В. Лангборг (швед. Hugo W. Langborg, 26 августа 1873, Стокгольм — 1919, там же) — шведский шахматист, мастер. Один из сильнейших шахматистов Швеции начала XX века. Неоднократный призер турниров северных стран.
Родился в стокгольмском пригороде Дункер (Dunker). Умер и похоронен в районе Накка (Nacka).

## Спортивные результаты
| Год  | Город     | Соревнование                                   | + | − | = | Результат | Место |
| ---- | --------- | ---------------------------------------------- | - | - | - | --------- | ----- |
| 1897 | Стокгольм | 1-й турнир северных стран                      | 6 | 2 | 2 | 7 из 10   | 3     |
| 1905 | Стокгольм | 5-й турнир северных стран                      |   |   |   | 5½ из 10  | 2     |
| 1906 |           | Матч Гётеборг — Стокгольм (против Ю. Бомана)   | 0 | 0 | 1 | ½ из 1    |       |
| 1909 | Стокгольм | Международный турнир                           | 1 | 3 | 1 | 1½ из 5   | 4—6   |
|      |           | Матч Гётеборг — Стокгольм (против А. Альберга) | 1 | 0 | 0 | 1 из 1    |       |
| 1912 | Стокгольм | 8-й турнир северных стран                      | 4 | 5 | 1 | 4½ из 10  | 6     |
|      |           | Матч Гётеборг — Стокгольм (против Х. Юнгрена)  | 0 | 1 | 0 | 0 из 1    |       |